# Wolverine Lake
Wolverine Lake è un villaggio degli Stati Uniti d'America, situato nello Stato del Michigan, nella contea di Oakland.